# 歴史哲学講義

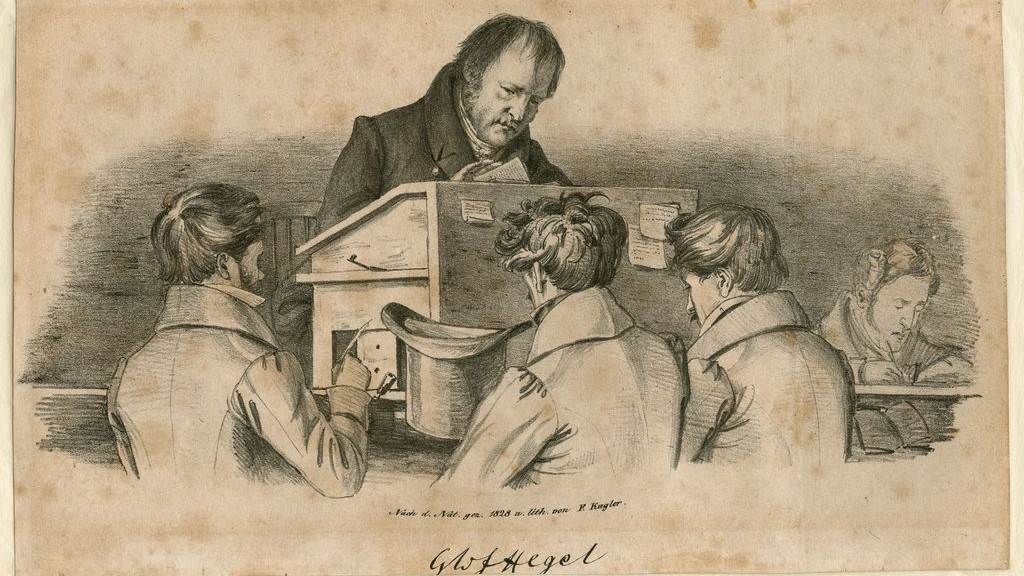
ベルリン大学講義中のヘーゲル

『歴史哲学講義』（独: Vorlesungen über die Philosophie der Geschichte）とは、ドイツの哲学者ゲオルク・ヴィルヘルム・フリードリヒ・ヘーゲルによる歴史の講義を弟子がまとめ編集した著作である。

## 概要
本書は、ヘーゲルがベルリン大学で1822年から1831年にかけて計5回開講された科目名「世界史の哲学」と題する半年単位の講義で教授した授業内容をもとに、死後に編集して出版された著作である。講義の期間がヘーゲルの晩年における大学教育の最後にあたる時期であり、ヘーゲルが自身によって出版することはなかった。講義内容は弟子のエドゥアルト・ガンスによって編集され、1838年に初版が出版された。三年後の1840年、息子のカール・ヘーゲルの改訂増補を受けて第二版が出版され、ヘーゲルによる歴史の講義は現在に伝わっている。
本書には哲学をもとに人類史を思想的な考察を踏まえたヘーゲルの歴史観が描かれている。ヘーゲルの歴史哲学は、歴史を人類が理性によって現状を克服し、精神の自由を実現させていく過程だと見る進歩主義の歴史観である。

## 構成
『歴史哲学講義』の構成は以下の通りである。
- 序論
  - A 歴史のとらえかた
    - （a）事実そのままの歴史
    - （b）反省をくわえた歴史
    - （c）哲学的な歴史

  - B　歴史における理性とはなにか
    - （a）精神の抽象的定義
    - （b）自由を実現する手段
    - （c）自由の実現体たる国家

  - C 世界史のあゆみ
    - （a）発展の原理
    - （b）歴史のはじまり
    - （c）世界史のすすみかた

  - D 世界史の地理的基礎
    - （a）新世界
    - （b）地理的条件
    - （c）旧世界

  - E 世界史の時代区分
- 第1部 東洋世界
  - 第1篇 中国
  - 第2篇 インド
    - （付録）仏教について

  - 第3篇 ペルシア
    - 第1章 ゼンド民族
    - 第2章 アッシリア、バビロニア、メディア、ペルシア
    - 第3章 ペルシア帝国と帝国内の各地域
      - 1 ペルシア
      - 2 シリアとセム族の住む小アジア
      - 3 ユダヤ

    - 第4章 エジプト
    - 第5章 ギリシア世界への移行
- 第2部 ギリシア世界
  - 第1篇 ギリシア精神の諸要素
  - 第2篇 美しき個人の形成
    - 第1章 主観的芸術作品
    - 第2章 客観的芸術作品
    - 第3章 政治的芸術作品

  - 第3篇 外交の時代
    - 第1章 ペルシア戦争
    - 第2章 アテネ
    - 第3章 スパルタ
    - 第4章 ペロポネソス戦争
    - 第5章 マケドニア王国

  - 第4篇 ギリシア精神の没落
- 第3部 ローマ世界
  - 第1篇 第2回ポエニ戦争以前のローマ
    - 第1章 ローマ精神の諸要素
    - 第2章 第2回ポエニ戦争以前のローマ史

  - 第2篇 第2回ポエニ戦争から帝制成立までのローマ
  - 第3篇 帝制の時代
    - 第1章 帝制期のローマ
    - 第2章 キリスト教
    - 第3章 東ローマ帝国
- 第4部 ゲルマン世界
  - 第1篇 キリスト教=ゲルマン世界の諸要素
    - 第1章 民族大移動
    - 第2章 イスラム教
    - 第3章 カール大帝のフランク王朝

  - 第2篇 中世
    - 第1章 封建制と位階組織
    - 第2章 十字軍の遠征
    - 第3章 封建制から君主制へ
    - 第4章 中世のおわりを告げる芸術と学問

  - 第3篇 近代
    - 第1章 宗教改革
    - 第2章 宗教改革が国家形成におよぼした影響
    - 第3章 啓蒙思想とフランス革命

## 各章の内容
ヘーゲルの歴史哲学は『歴史哲学講義』序論において詳述され、世界各地の文明に関する歴史観は本論において提示されている。本書のうち、序論がヘーゲル主義の歴史哲学における核心部分である。本論は、第一部に東洋世界、第二部にギリシア世界、第三部にローマ世界、第四部にゲルマン世界が続き、ヘーゲルの世界史論が展開される。停滞的な東洋古代の世界を提示しつつ、これとは対照をなす発展の歴史を辿ったヨーロッパ史に焦点を当てた構成をとっている。ヘーゲルは、ヨーロッパにおける世界史の展開というものを、ギリシア・ローマ時代を萌芽として定めつつ、中世のゲルマン世界を経て、彼の講義を聴講した学生たちが生きた近代の立憲君主国家プロイセン王国へと移行するものとして提示し講義を展開した。そのため人々が因習や迷信に支配され未だに文明化を遂げていないアフリカなど熱帯地域や自然環境が厳しい極地は講義対象から除外されている。
ヘーゲルは歴史考察のパターンを三つに分類する。事実そのままを同時代的に記録した「初歩的歴史」と、個人や民族、宗教など個別的な事柄を対象にしつつ、歴史から何かの意味や教訓を引き出そうとする「反省的歴史」、そして世界史そのものを大づかみに把握して、歴史を動かした指導原理や駆動力を見出して、思弁的に考察して思想によって整合化させつつ、全体史的に普遍的な原理に再構築した「哲学的歴史」とに分類した。ヘーゲルは自身の歴史認識は「哲学的歴史」に属していると位置付けている。

## ヘーゲル史観
ヘーゲルは、近代市民社会の興隆という時代の変革期に生き、つねに歴史に関心を持ち続けた哲学者だったといえる。歴史というものがいかにして展開されていくのかという哲学的考察は近代化を経験するヨーロッパにとって非常に重要な関心事であった。ヘーゲルは自分の歴史観を「歴史の哲学」として位置づけつつ、哲学が歴史をどのように捉えるべきなのかを示すべく、世界史の展開を哲学的に述べるのに先立ってあらかじめ自分の歴史理解のスタンスを明らかにしている。ヘーゲルの歴史哲学の概要は以下のとおりである。

### 理性主義
18世紀末の歴史哲学では歴史を科学の進歩と知識の増大にともなう人道的な理想の実現だと信じられるようになっていた。ヘーゲルは理性を重視する近代的な歴史観を弁証法という哲学で表現しようとした。序文の冒頭で「理性が世界を支配し、したがって、世界の歴史も理性的に進行する」と述べている。ヘーゲルは、理性が世界史の普遍的原理として、実在の世界とその歴史的展開をつくり上げるのだというテーゼを掲げている。
また、序文において人間現象は理性の絶えざる発展の運動であると指摘している。

### 歴史の法則性
世界の全ての展開が、精神の営みとして生じる葛藤、そして葛藤を克服して完成を目指していく「総合」の運動（弁証法）のなかで形成されるというのがヘーゲルの見解であった。歴史は理性によって知られる目的、つまり理念に方向付けられ、世界史的な目標に向かって理性の導きのもとに進んでいくと見ていたのである。歴史の展開は「偶然の手にゆだねられるのではなく、明晰な理念の光のうちに展開する」と語り、法則性や合目的性を重視する立場を表明している。現実の人類史を法則主義的な歴史観で描写することが自然科学的な法則を浮かび上がらせ歴史の真理を解き明かすカギであると見ていたのである。ヘーゲルは歴史というものを以下のごとく了解している。
歴史のなかで弁証法をどのように跡付けていくかを考察し、弁証法の真実性を歴史のなかに見出そうという試み、それがヘーゲルの「歴史哲学」である。つまりヘーゲルは、世界史に関して精神が弁証法という原理を通じていかに発展して自由を獲得していくのか、人類社会における精神の発展が歴史にどのように現れているのかを見出すことを課題としていた。

#### 哲学と神学の融合
歴史の意味や法則性を合理的解釈しようとする試みはヘーゲル以前からも見られた。ヘーゲルは自分自身の歴史認識の由来とその目的を明らかにしている。
一つはギリシア哲学である。ギリシアの哲学者アナクサゴラスがはじめて、ヌース（知性ないし理性）が世界を支配するという立場を表明した点を哲学的歴史観の出発点だと位置づけている。もう一つがキリスト教神学の「摂理」の思想である。「理性の世界支配」を歴史的に遂行する力、すなわち、神の一なる摂理が世界の出来事を統轄しているという神学的歴史観はヨーロッパ人の伝統的歴史観の柱となっていた。ヘーゲルは最高の理性の具現者である神の摂理の遂行という考え方にみられるように、歴史の展開を「計画的なもの」だと考えていた。ヘーゲルの歴史哲学は古代ギリシアの理性主義の思想とキリスト教の神学的歴史観の双方に依拠したもので、この二つの思想の融合物である。
ヘーゲルにとって歴史の考察の目的は、「歴史と理性の原理を関連付け」た法則を発見し、同時に「理性の創造した豊かな産物を概念によって捉える」科学理論の体裁をとった一種の「弁神論」を創り出すということにある。ヘーゲルは、歴史の展開の偶然性や盲目性を強調しつつその歩みに未知の部分を残して、個別具体的な出来事を記述していく既存の歴史認識に不満を感じていて、こうした不可知論を反駁して、歴史に普遍的な法則性があることを示唆しながら、歴史の展開を必然的かつ意識的な歩みとして「理性によって」捉えるべきだと主張した。

#### 歴史の方向性
ヘーゲルは歴史がもとめる究極目的に歴史の方向付けをおこなう絶対的な原理があると強調する。それがヘーゲルによると精神なわけだが、精神の性質に基づいて、精神が志向するであろう方向性がその性質上必然的にあって、その方向づけは結果的に歴史を動かしていくなかで、その展開していく行き先を決めていくと結論付けた。
ヘーゲルは、歴史をつくりだす要因は「精神」であり、その目標とするものは人々が自分らしくあろうとする自由であると見ていた。精神がつねに自分らしくあろうとするには、他者と葛藤しながら障害となるものと闘争しなければならず、この闘争が歴史の発展を促していくと考えた。人々が自然や権力者と叡智を駆使しながら闘争し、戦争や革命によって不法の鎖から解き放たれて自由な存在へと変貌を遂げていくことが人類史の普遍的法則であると捉えていた。すなわち、ヘーゲルは人類史を「自由のための闘争の歴史」だと読み取ったのである。

#### 歴史の構成要因
ヘーゲルは人類史を法則として理解しようとしたが、人間の存在を無視して無機的な法則主義を支持したわけではなかった。
「精神」が歴史を作り出すと考えたが、この「精神」は時代の在り方を読み取り、不可能を可能にした時代の寵児によって体現されると考えていた。ヘーゲルの歴史観は英雄が歴史を前進させると考える偉人史観であった。歴史的な英雄としてアレクサンダー大王、カエサル、ナポレオンの名をあげている。歴史上の人間には歴史の手段となって生きた人生がある一方、ヘーゲルは人間を運命論の単なる道具とは見ておらず人格的責任が存在していることも語った。また、世界史には肯定面と否定面があり、最善を尽くしながらも予期せぬ展開で災厄を引き起こす事例が多数生じたと指摘している。フランス革命期を例にすればロベスピエールの恐怖政治やナポレオン戦争など、華々しい事績がある一方で多大な犠牲を投じて失敗に終わった試みも数多くある。ヘーゲルはこれを「理性の狡知」と呼んだ。
さらに、ヘーゲルにとって歴史には偉大な人物が登場する一方で、人間の活動領域と組織性を発揮する集団が重要である。それが「国家」があり、ヘーゲルにとって「国家」は人間が社会生活を営みながら自分の在り方を発揮していくために不可欠なもの、すなわち「自由の実現された共同体」と見た。高度な社会制度を持ち、世界に覇権を掌握した国家の興亡の歴史、それがヘーゲルの考える世界史であった。

## ヘーゲル世界史論

### 人種観
ヘーゲルの人種観は、十九世紀初頭の時代状況を勘案したとしても人種差別的で、かなり偏向があり排他的と言える。ヘーゲルは理性を重んじ文明の文化レベルを文明の価値として評価する歴史観を提示したが、当時のバイアスに強い影響を受け人種論的な思考を含む白人至上主義的な価値観を持っていた。ヘーゲルには黒人を人格的に評価する姿勢が欠落しており、彼らを「野放図な性格」で「道徳的感情がまったく希薄」と見なしていた。「黒人は発展することもなければ文化を形成することもなく、過去のどの時点をとってもいまとあまり変わらない」と述べ、黒人とその文化に対して差別的な感情を表した。
ヘーゲルのアフリカの歴史に関する調査は無く知識は皆無に近い、もしくは伝聞に基づく独断と偏見に根差していた。黒人奴隷制に関しては「黒人はヨーロッパ人に奴隷にされ、アメリカに売られますが、アフリカ現地の暮らしのほうがもっと悲惨といえる」と奴隷貿易を許容する見解を語っている。とはいえ、奴隷制度は非人間的制度であるから近い将来までに段階的な廃絶が必要だという考えも提示した。しかし、これ以降についての言及は不要としてアフリカに関する指摘は登場しない。ヘーゲルの歴史哲学ではアフリカ史とアフリカ人は「無価値」という判定を受けている。こうした差別的感情はその他の地域と文化に対しても見られた。北極圏やシベリア地域も対象外とされた。

### 文明論
ヘーゲルは世界史の歩みを際立たせるために、世界の文明を発達レベルの低い順から段階的に三区分で説明している。ヘーゲルの文明論では、文明の発達は文明形成の初期段階でその性格が決まり、その後の発展過程も恒久的に規定されると考えられている。曰く「東洋人は、ひとりが自由だと知るだけであり、ギリシアとローマの世界は特定の人々が自由だと知り、わたしたちゲルマン人はすべての人間は人間それ自身として自由だと知っている…。この三区分は、同時に世界史の区分の仕方とあつかい方をも示唆するものです」。整理すると次のように図式化できる。

#### 東洋的専制の中国文明
東洋の巨大帝国では、皇帝の専制支配のもとですべての人間が奴隷として服従しているので、そこには自由がないというのがヘーゲルの認識である。基本的にはアリストテレスの東洋観をひきつぐものとして伝統的なアジア観をそのまま提示した。
中国文明では、儒教という優れた道徳思想が存在していたが、国家の法と個人の道徳とが分化せず共同体の原理が強く「個人」という主体的な存在が確立しなかった。共同体から独立した市民が形成されていない東洋の世界では強固な官僚制が形成される一方、国家と人民の対立や社会と個人の間に葛藤が存在せず、社会矛盾を克服させようとする契機が乏しく、市民革命も近代化も不可能であるとヘーゲルは考えた。自然現象を法則的に考察する姿勢がなく、学問が体系的に発達する機会が用意されていないと指摘、中国文明は科学の成立に適さないと見た。ヘーゲルは停滞的アジアという観念に強く固着していたため西洋との接触によってアジア諸国の歴史に変化が生じ、新たな時代の胎動が始まりつつあるという点が見落とされた。
ヘーゲルは、個人の自由が確立しており、文明の精神的レベルが可能な地域を探索するように、ユーラシア大陸を東から西へと文明を俯瞰した。中国を高度な専制君主国家の文明、インドを個人の葛藤や矛盾を自覚できない無規律な文明としつつ、これらの文明に対してペルシアを高く評価した。とりわけ、アケメネス朝は自由な遊牧生活と専制的な官僚制統治の融合であると考え、多文化を一国で統治する世界帝国の原型だと位置づけている。イスラーム圏に関しては初期は文化レベルが高いとしているものの、早熟のため早期に文明の堕落と宗教的狂信の蔓延がはじまったとしている。

#### ポリス的市民からなるギリシア・ローマ文明
ヘーゲルはギリシア・ローマ世界については自由の故郷と見なすとともに、西洋文明の発祥の地として考え、その文化を絶賛する一方で自由が部分的な世界と見なしていた。ギリシアにもローマにもアジアの専制君主ほど強力な一人的支配を遂行できるほど絶対的な指導者は、強力な貴族勢力の存在のためにほとんど存在しなかった。ヘーゲルはギリシア人において自由の意識が登場してくるので、ギリシア人は自由で美しい文化と生活を享受し、個人の創造力を駆使してポリス的市民からなる優れた文明を築いたと解釈している。
また、ローマは軍事帝国化して人間の自由を皇帝権力の従属に置く一方、個人道徳と区別された社会倫理としての精緻な法体系を完成させ、法治社会の下地を整備した。法治社会における個人の自由が育まれる準備がなされたとした。しかし、そこには貴族や市民が自由を謳歌するための犠牲、すなわち奴隷制が存在していた。ギリシア・ローマ文明の自由は局部的な花に過ぎない。これを自由の前進において中間的な段階と位置づけ、さらに進んだ段階において世界史の中心的舞台が用意されたと見ている。
この中間段階は宗教の力によって克服される。人間は神のもとで平等であり、そして神の似姿に造られた自由な存在であると説く宗教、キリスト教が誕生したのである。神のもとでの自由と平等を告げるキリスト教は奴隷制を否定するヨーロッパの精神的支柱となっていく。ヘーゲルは、イエス・キリストの登場により、人を単なる人間として見る認識から精神的存在として見る認識へと人間観の転換が起こり、理性への服従によって精神の自由を求めるヨーロッパ的思惟の原型を形作ったとした。

#### 自由戦士からなるゲルマン文明
最終的にはすべての人間が自由を実現させた民族の時代が訪れたとしている。それが、ゲルマン人である。家族単位の小規模な社会を営んでいたゲルマン人は、すべての人間が自由な社会である。イギリス、フランス、ドイツが「世界精神」たる自由の故郷であり、キリスト教の自由の精神を継承して、ヨーロッパの中心的文明国の興隆の地となった。ヘーゲルは歴史を社会制度や文明の発達を表示する「精神」の一つの大きな弁証法と見なし、古代／中世／近代の三時代区分に基づく段階的発展論の歴史観を提示した。
ゲルマンの原初の自由戦士社会に始まり、反動の中世封建制社会を経て、宗教改革によってキリスト教を再生させ、自由で平等な市民によって構成される合理的かつ立憲的な近代国家の時代へと発展していく大きな運動だと認識した。原初の自由戦士社会はカロリング朝に文化の隆盛を極めた後、反動を経験する。社会は封建制へと移行して貴族や従士、農奴という身分が生じ、自由は一旦失われるが、各地に自由都市が存在するなど封建制の及ばない領域もあったし、貴族による反抗によって国王に自由（マグナ・カルタ）を認めさせる事件もあった。
聖職者の特権が否定されるルネサンスと宗教改革、そして市民革命の時代以降、自由がすべての人々に平等に享受される時代が訪れ、理性によってキリスト教道徳と国家と市民の権利および義務が調和する近代市民社会が成立した。へーゲルは、奴隷的隷属の制度に対して歴史上はじめて文明の精華である自由の制度が生み出され始めたと考えた。こうしたゲルマン人の時代に自由の前進が始まる時代が到来したと見なして、自由の実現に世界史の本質があると結論付けた。

## 影響と批判
ヘーゲルは弁証法を通じて人類社会の歴史的発展の契機を葛藤と対立に求め、歴史の展開を法則的に捉えようとした。こうした歴史観は、唯物主義をもとに史的唯物論を打ち出すマルクスやエンゲルスに、そしてフランクフルト学派に批判的に受け継がれた。
フランシス・フクヤマといった現代の知識人の歴史観にも影響を与え、方法論的に異なるものの歴史過程の合理性を重視した近代化論やヨーロッパ中心史観といった点で共通点をもつ歴史理論を提示した論者が多数見られた。フクヤマは、自由民主主義を掲げた西側世界が冷戦に勝利し、自由と民主主義という価値が世界に拡大していくグローバリゼーションの時代に歴史の到達点を見出した。
ヘーゲルの歴史観を支持する知識人、類似の思想や理論を展開する知識人がいる一方で、ハイエクやポパーなど科学哲学の分野から法則的決定論を支持するヘーゲル的歴史意識の反科学性に批判をおこなう知識人も見られる。ヘーゲルの歴史認識はヨーロッパ人の伝統的な歴史観と200年前のドイツの歴史状況を反映したものである。また、ヘーゲルの歴史哲学は超越的な思弁に基づく歴史解釈であって、科学的な手順を踏まえた調査や実証研究の産物ではない。それ故、史料から過去の復元を試みたり個々の事例の理解に専念する歴史学の立場とは大きく異なっている。

## 日本語訳
- ヘーゲル『歴史哲学講義』長谷川宏訳、岩波文庫（上・下）、1994年。（『歴史(上) (下)』1994年と略記）
- ヘーゲル『世界史の哲学講義 ベルリン 1822/23年』伊坂青司訳、講談社学術文庫（上・下）、2018年。
- ヘーゲル『ヘーゲル　世界史の哲学』岡田隆平訳、第一出版株式會社、1949年。